# Contea di Roosevelt (Montana)
La contea di Roosevelt (in inglese Roosevelt County) è una contea del Montana, negli Stati Uniti. Il suo capoluogo amministrativo è Wolf Point.

## Storia
La contea di Roosevelt venne creata nel 1919 da parti delle contee di Valley e di Richland.

## Geografia fisica
La contea ha un'area di 6.137 km² di cui lo 0,59% è coperto d'acqua. Circa il 74% della contea è occupata dalla riserva indiana di Fort Peck. Confina con le seguenti contee:
- contea di Sheridan - nord
- contea di Daniels - nord
- contea di Valley - ovest
- contea di McCone - sud-ovest
- contea di Richland - sud
- contea di Williams - est

### Evoluzione demografica

Situazione demografica

## Città principali

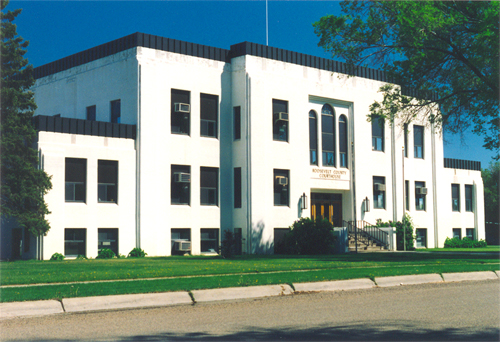
Municipio della contea a Wolf Point

- Bainville
- Brockton
- Culbertson
- Froid
- Poplar
- Wolf Point

## Strade principali
- U.S. Route 2
- Montana Highway 13
- Montana Highway 16

## Musei
- Culbertson Museum, su culbertsonmt.com. URL consultato il 6 giugno 2007 (archiviato dall'url originale il 6 giugno 2007).
- Pioneers Pride Museum, su visitmt.com. URL consultato il 6 giugno 2007 (archiviato dall'url originale il 29 giugno 2007).
- Poplar Museum, su visitmt.com. URL consultato il 6 giugno 2007 (archiviato dall'url originale il 29 settembre 2007).
- Wolf Point Museum, su visitmt.com. URL consultato il 6 giugno 2007 (archiviato dall'url originale il 28 settembre 2007).